# Hildur Nygren
Hildur Nygren foi uma professora e política sueca pelo partido dos social-democratas. Ela serviu no Riksdag de 1941 a 1952, tornando-se na segunda ministra do governo e a primeira ministra da educação na história da Suécia.